# ام‌وی فرویند
ام‌وی فرویند (به انگلیسی: MV Fairwind) یک کشتی بود که طول آن ۱۲۰ فوت (۳۷ متر) بود. این کشتی در سال ۱۹۴۶ ساخته شد.